# Gönc
Gönc je mesto na Madžarskem, ki upravno spada pod podregijo Abaúj–Hegyközi Županije Borsod-Abaúj-Zemplén. V Göncu je živel in delal Gáspár Károlyi, prevajalec Svetega pisma v madžarščino.